# Gölsjön (Ramdala socken, Blekinge)
Gölsjön är en sjö i Karlskrona kommun i Blekinge och ingår i Bruatorpsån-Lyckebyåns huvudavrinningsområde.